# Picotet de Ceará
El picotet de Ceará (Picumnus limae) és una espècie d'ocell de la família dels pícids (Picidae) que habita boscos de les terres baixes del Brasil oriental.

## Taxonomia i sistemàtica
El piculet ocraci és monotípic segons el Comitè de Classificació Sud-americà de l'American Ornithological Society, l'Unió Internacional d'Ornitòlegs i la taxonomia Clements. No obstant això, el Handbook of the Birds of the World (HBW) de BirdLife International tracta la població més fosca i del sud com una espècie separada, el piculet rojizo (P. fulvescens). Els altres tres sistemes taxonòmics els havien separat anteriorment, però han arribat a la conclusió que les diferències de color utilitzades per a la diferenciació es troben al llarg d'una línia i que qualsevol divisió és arbitrària. La distribució al llarg de la línia de color generalment segueix la regla de Gloger.

## Descripció
El piculet ocràci fa uns 10 cm de llarg i pesa de 8 a 12 g. Els mascles adults tenen una gorra negra amb puntes vermelles a les plomes del front i petites taques blanques a la resta de la gorra. Les femelles adultes són idèntiques però no tenen vermell al front. Les parts superiors de l'espècie varien de grisenc a marronós amb un clatell blanquinós. Les seves parts inferiors varien de groc blanquinós a marró rovellat, de vegades amb ratlles més pàl·lides. Tant els colors de la part superior com de la part inferior formen un clinat, amb els membres més clars al nord i els més foscos al sud. La seva cua és negra; el parell de plomes més interior té xarxes interiors majoritàriament blanques i els dos parells exteriors tenen una taca blanca prop de l'extrem. El seu iris és marró, el bec gris amb la punta negra i les potes grises. Els juvenils són semblants als adults a part de tenir una corona marró amb ratlles blanques al costat.

## Distribució i hàbitat
El piculet ocraci es troba al nord-est del Brasil des de l'estat de Ceará al sud fins a Sergipe i cap a l'interior cap a Piauí. Habita una varietat de paisatges dins de les ecoregions de Caatinga i Selva Atlàntica, des de boscos oberts més aviat secs al nord fins a densos humits al sud. Es dona tant en boscos primaris com en boscos modificats per l'home com els parcs urbans.